# Sálvese quien pueda (obra de teatro)
Sálvese quien pueda es una obra de teatro de Ray Cooney estrenada en el West End Theatre de Londres el 12 de diciembre de 1983.

## Argumento
La obra presenta la historia de John Smith, un taxista, que comparte su vida amorosa con dos mujeres a la vez, Barbara y Mary, sin que ninguna de ellas sospeche nada. Pero un inesperado suceso se convertirá en el principio de sus problemas, por impedir el robo de una anciana es golpeado fuertemente por ésta, ya que cree que él es uno de los asaltantes. Como consecuencia del golpe, perderá el conocimiento un buen rato. Esto hará que ambas mujeres se desesperen, una por haber faltado John a la cita y la otra por verlo llegar herido y junto a un agente de la ley. Por si fuera poco, Stanley, su mejor amigo, en un intento de ayudarlo para que no se descubra su secreto, provocará que el enredo sea aún mayor. Finalmente, y como último recurso, para verse descubierto, John fingirá con Stanley que son gays. Un gay llamado Bobby, que es el nuevo vecino de John y un reportero son otros de los personajes que forman parte de la historia.

## Estreno en España
- Teatro Lara, Madrid, 17 de diciembre de 1983.
  - Dirección: Juanjo Menéndez.
  - Escenografía: Alejandro Andrés.
  - Intérpretes: Pedro Osinaga (John), Fernando Guillén (Stanley), Marta Puig sustituida por Mara Goyanes, Alfonso Godá, Enrique Cerro, Mabel Ordoñéz, Pepe Ruiz, Raquel Duque.

En México se estrenó en 1987 bajo la dirección de Manolo Fábregas.